# أليغو باي
أليغو باي هو سياسي مكسيكي، ولد في 1891 في Álamos ‏ في المكسيك، وتوفي في 30 يناير 1952 في روشستر في الولايات المتحدة. انتخب عضو مجلس الشيوخ المكسيكي ‏ وانتخب عضو مجلس النواب المكسيك ‏.